# Gare de Linkebeek
La gare de Linkebeek (en néerlandais : station Linkebeek) est une gare ferroviaire belge de la ligne 124, de Bruxelles-Midi à Charleroi-Central, située à cheval sur le territoire de la commune de Linkebeek dans la province du Brabant flamand en Région flamande et sur le territoire de la commune d'Uccle dans la  Région de Bruxelles-Capitale.
Elle est mise en service en 1873 par l'administration des chemins de fer de l'État belge.
C'est une halte voyageurs de la Société nationale des chemins de fer belges (SNCB) desservie par des trains Suburbains (S).

## Situation ferroviaire
Établie à 79 mètres d'altitude, la gare de Linkebeek est située au point kilométrique (PK) 7,561 de la ligne 124, de Bruxelles-Midi à Charleroi-Central, entre les gares ouvertes d'Uccle-Calevoet et de Holleken,. Elle est également connectée à la ligne 26 de Vilvorde à Halle via un raccordement situé à proximité.

## Histoire
Le 22 décembre 1873, l’Administration des chemins de fer de l’État belge met en service les tronçons Bruxelles-Midi - Nivelles et Nivelles - Luttre de la ligne Bruxelles-Charleroi en remplacement de l'ancien itinéraire par Braine-le-Comte et Manage. Il n’y a alors aucun arrêt à Linkebeek. En 1877, l’ancien bourgmestre d’Uccle, Louis Defré, réclama l’établissement d’une halte.
C’est seulement le 1er décembre 1887 que l’État belge crée une halte à Linkebeek. La voie ferrée doit traverser un vallon par un haut remblai au sommet duquel sont établis les quais de la gare.
Elle était alors une simple halte et n'a jamais eu de cour à marchandises. Son bâtiment voyageurs fut inauguré autour de 1890.
Linkebeek devient une gare de jonction en 1928 lors de la construction de la ligne 26, qui sera prolongée vers Hal deux ans plus tard.
À l'occasion de l'électrification de la ligne 124, et de la ligne 26, en 1949-1950, un saut-de-mouton comportant une forte pente est construit juste au nord de la gare de Linkebeek afin de connecter les deux lignes en séparant les flux de trafic.
Un nouveau bâtiment remplace l'ancien en 1981. Son guichet est définitivement fermé le 23 mai 1993. Le 7 septembre 2002, à la suite d'un incendie en juillet de la même année, le block 5 (abrité dans le bâtiment de la gare) fut repris par le block 1 de Bruxelles-Midi.
Tombant en ruine, le bâtiment de 1981 est démoli en 2014 et l'espace libéré est réaménagé quelques années plus tard.

### Le premier bâtiment de la gare
Alors que tous les arrêts intermédiaires de la nouvelle ligne entre Bruxelles-Midi et Luttre avaient un bâtiment identique (à part Nivelles dont le bâtiment est plus vaste). Linkebeek reçut un simple bâtiment de halte, construit ultérieurement.
Il s'agit d'une halte de plan type 1888 avec un corps central sous toiture transversale et une aile basse à un étage destinée à l'accueil des voyageurs.
Rapidement, ce bâtiment devint trop exigu eu égard à l'importance croissante de l'arrêt de Linkebeek. Il fut agrandi, peut-être en plusieurs fois. Sa dernière configuration est la suivante:
- un corps central à deux étage de deux travées sous toiture transversale à croupes
- une aile à deux étages de quatre travées sous toiture à croupes
- deux ailes de service de part et d'autre : une en L sous toiture à croupes (une image plus ancienne la montre à toit plat) et une aile en L inversé dont une partie est surmontée d'une toiture à croupes

Durant la seconde moitié du XXe siècle, la façade du bâtiment, en briques, fut repeinte en blanc comme beaucoup de gares belges.

### Le second bâtiment de la gare
Il date de 1981 et remplace l'ancienne gare.
Ce bâtiment à toit plat de style moderne et fonctionnel construit en béton avec une façade de briques comporte une partie réservée aux voyageurs et grande une partie technique qui se termine par un poste de block (cabine de signalisation). C'est d'ailleurs la construction de ce nouveau poste de signalisation qui a motivé la reconstruction de la gare.
Il existait dans ce bâtiment un passage couvert, un parking pour vélos et une terrasse accessible depuis la rue donnant sur les quais par un escalier.
Depuis la fermeture du guichet, puis de la cabine de signalisation, le bâtiment était à l'abandon et s'était beaucoup dégradé.

### Les travaux RER
Dans le cadre des travaux du nouveau Réseau express régional (Réseau S), la mise à quatre voies de la ligne 124 entre Calevoet et Nivelles doit générer de nombreux changements aux alentours de la gare de Linkebeek, établie sur un haut remblai. À commencer par la démolition du bâtiment des voyageurs et la construction d'une dalle en béton recouvrant la voie et servant de parking sur 60 mètres au nord de la gare.
En juillet 2013, le conseil d'État annule le permis de bâtir du 30 janvier 2013, concernant le réaménagement de la gare et de la ligne dans le cadre de la mise à quatre voies de la ligne. C'est la troisième fois que ce permis est annulé pour une raison identique qui est que les documents sont en français alors qu'ils devraient être bilingues français/néerlandais du fait que la frontière entre les deux régions traverse le site de la gare et le bâtiment voyageurs. L'argument est que les néerlandophones n'ont pas la possibilité de « participer pleinement à l'enquête publique ».
Début 2014, le bâtiment est détruit, premier signe des travaux RER à venir, alors que le permis pour la Région flamande n'a toujours pas été accepté. Notons qu'à la sortie nord de Linkebeek, les travaux d'élargissement de l'assiette ferroviaire et le nouveau point d'arrêt de Moensberg sont pratiquement terminés, ceux-ci étant effectués sur le territoire de la commune d'Uccle.
La SNCB accepta de réaliser une solution transitoire en attendant la reprise des travaux : une aire d'attente a été réalisée là où se trouvait le bâtiment tandis que le parc à vélos de l'ancienne gare (dont le soubassement avait échappé à la démolition) a été remis en service.

Galerie de photographies
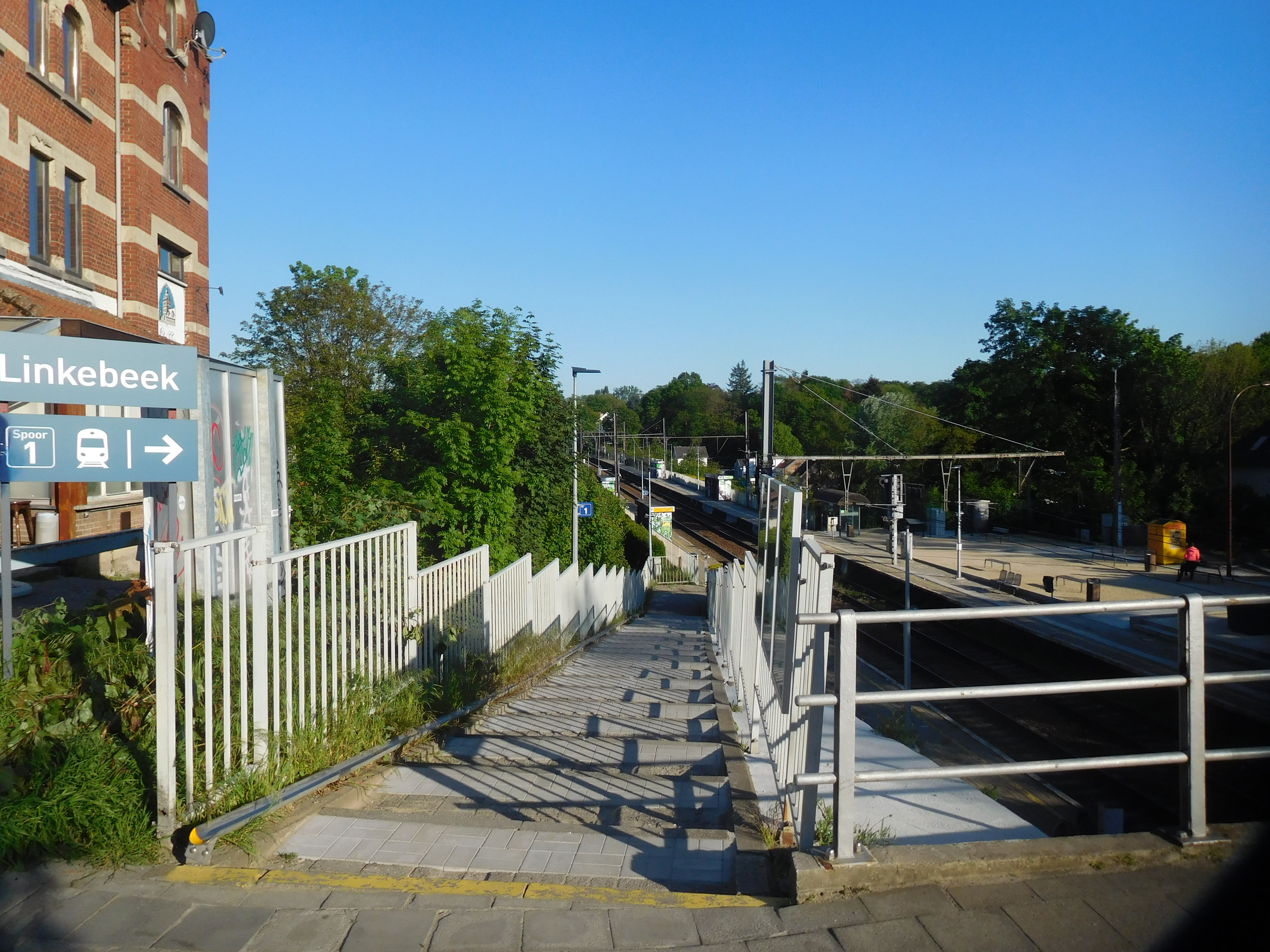
Accès aux quais.
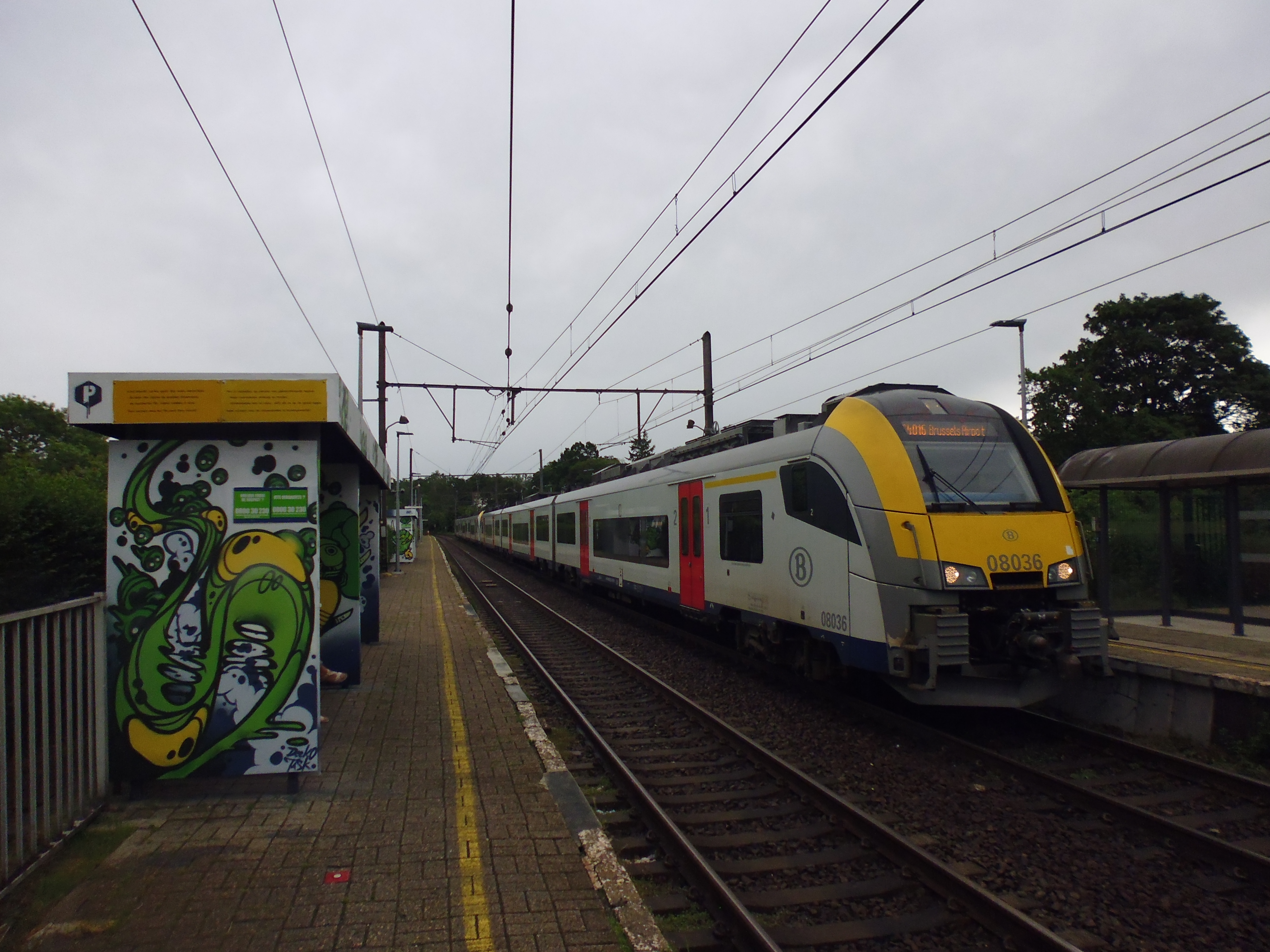
Train InterCity à quai.
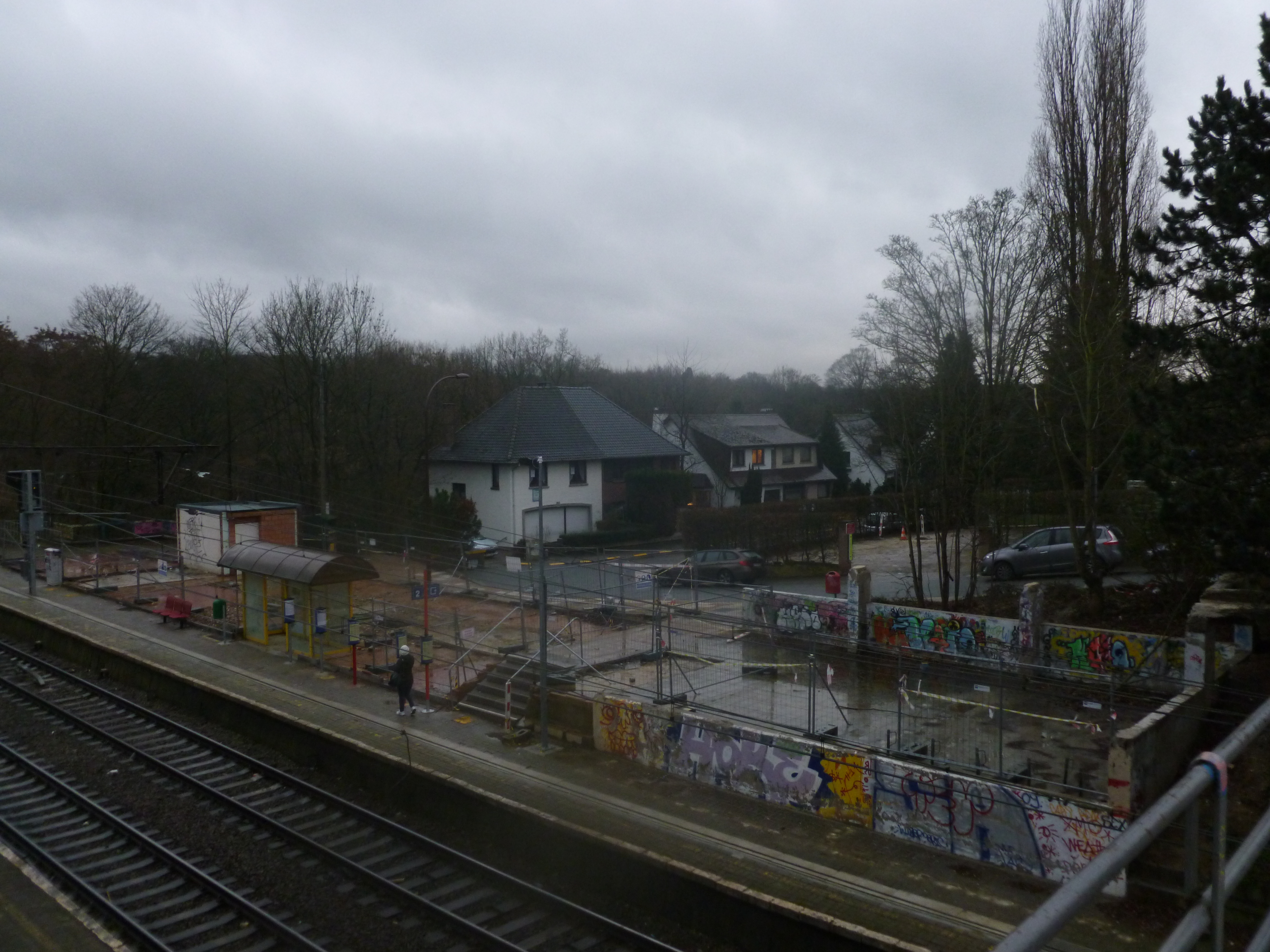
Bâtiment en cours de démolition (2013).
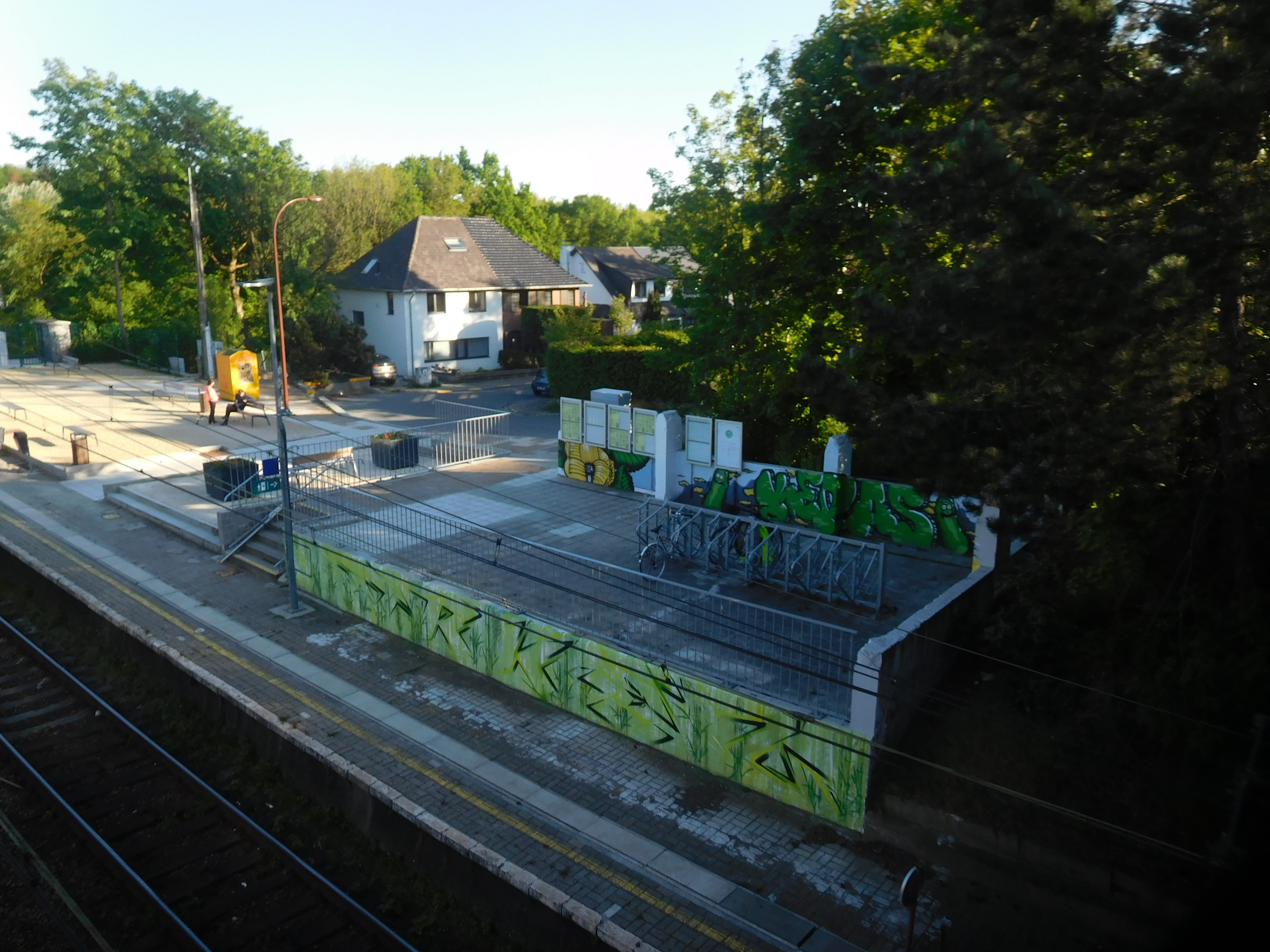
Parc à vélos (2019).
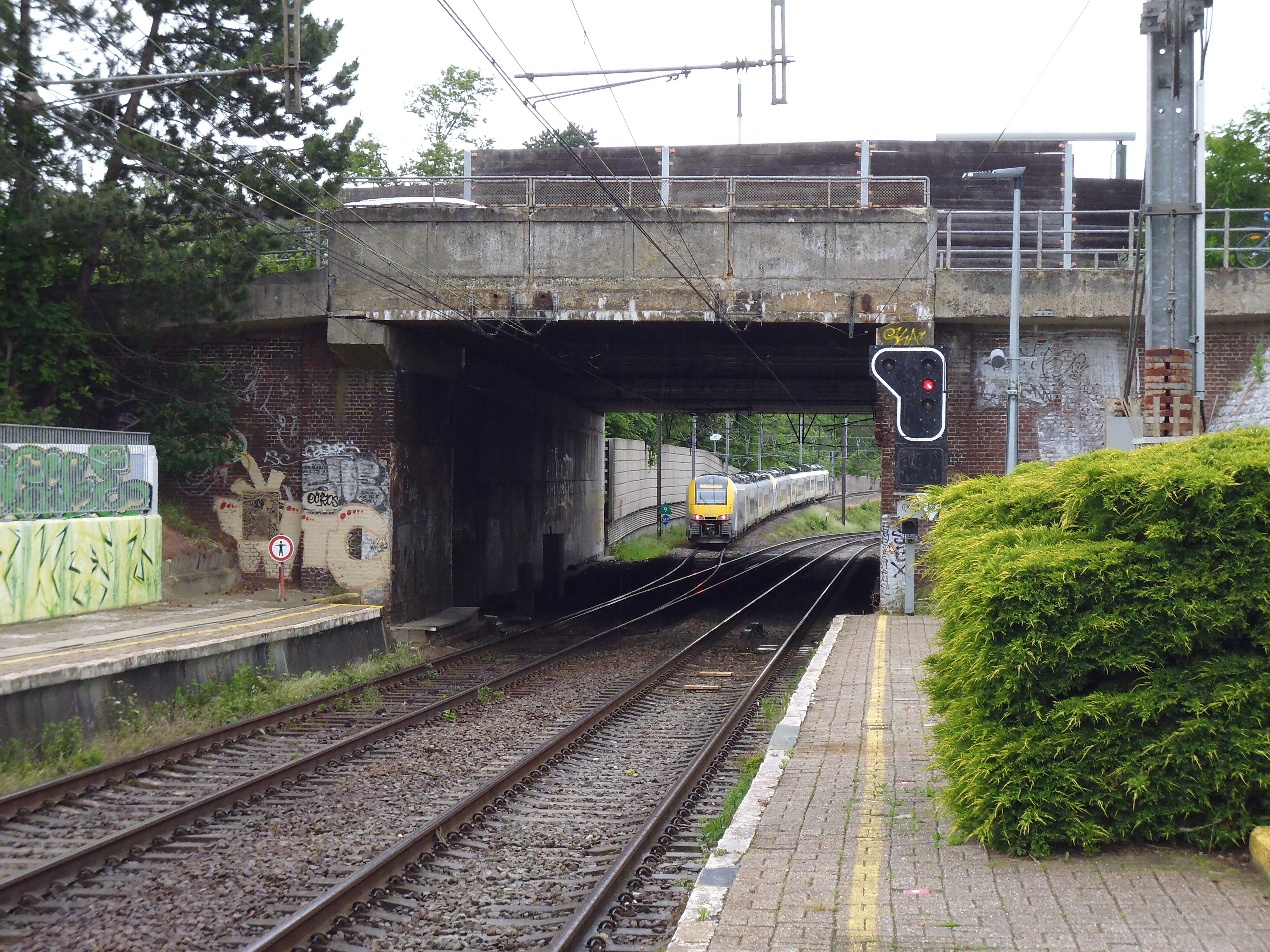
Ancien pont routier.
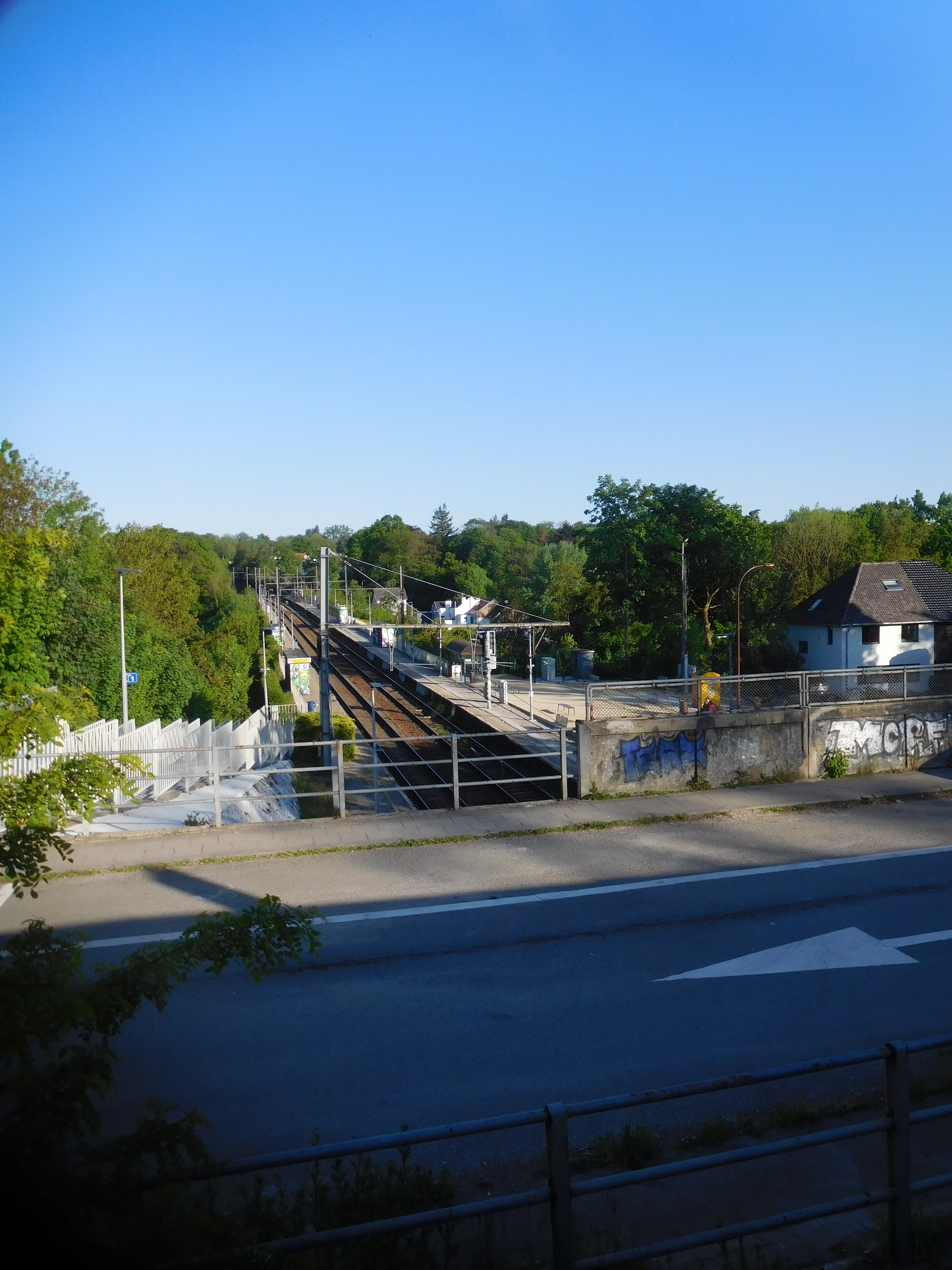
Ancien pont vu depuis le nouveau pont.

## Service des voyageurs

### Accueil

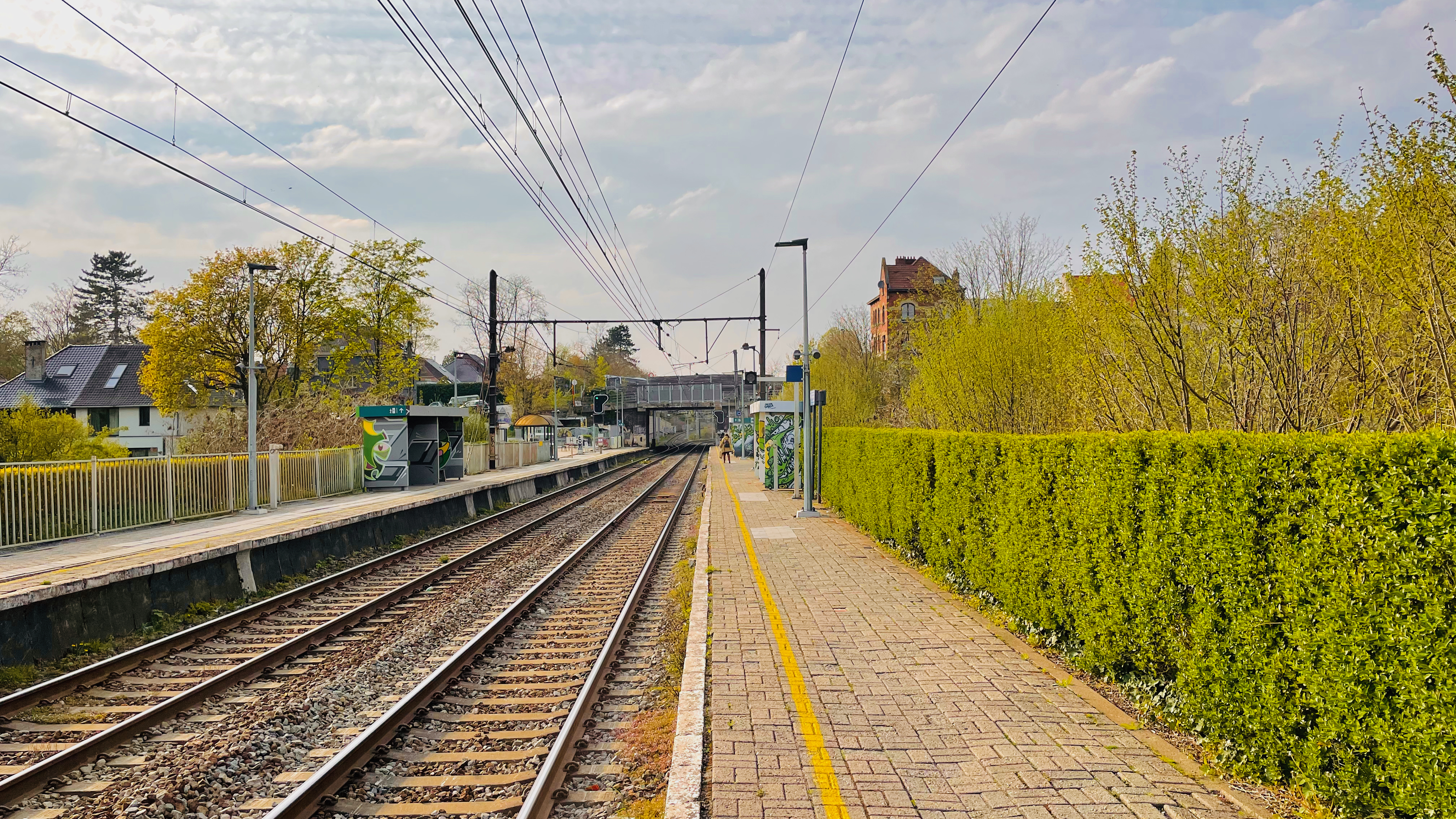
Quais de la gare.

Halte SNCB, c'est un point d'arrêt non gardé (PANG), à accès libre.
La traversée des voies et le passage d'un quai à l'autre s'effectuent par les escaliers qui permettent de rejoindre le pont routier. En attendant sa démolition, l’ancien pont routier est utilisable par les piétons.

### Desserte
Linkebeek est desservie par des trains Suburbains (S) de la SNCB. C'est une gare des lignes S1 et S19 du RER bruxellois.
En semaine, la desserte comprend :
- des trains S19 (un par heure) qui relient Brussels-Airport-Zaventem à Charleroi-Central via la ligne 26 et Bruxelles-Luxembourg ;
- des trains S1 (deux par heure) entre Anvers-Central et Nivelles.

Durant les week-ends et jours fériés, la desserte est moins étoffée :
- des trains S19 (un par heure) entre Louvain et Nivelles via la ligne 26, Bruxelles-Luxembourg et Bruxelles-National-Aéroport ;
- les samedis, deux trains S1 par heure entre Anvers-Central et Nivelles ;
- les dimanches, un train S1 par heure entre Bruxelles-Nord et Nivelles.

### Intermodalité
Elle dispose d'un parc pour les vélos et d'un dépose-minute, il n'y a pas de parking pour les véhicules. La gare est desservie par des bus STIB des lignes 37, 43 et Noctis N11.

## Comptage voyageurs
Ce graphique et tableau montre le nombre de voyageurs embarquant en moyenne durant la semaine, le samedi et le dimanche.
| Nombre de passagers qui embarquent à la gare de Linkebeek | Nombre de passagers qui embarquent à la gare de Linkebeek | Nombre de passagers qui embarquent à la gare de Linkebeek | Nombre de passagers qui embarquent à la gare de Linkebeek |
|                                                           | Semaine                                                   | Samedi                                                    | Dimanche                                                  |
| --------------------------------------------------------- | --------------------------------------------------------- | --------------------------------------------------------- | --------------------------------------------------------- |
| 1977                                                      | 729                                                       | 183                                                       | 154                                                       |
| 1978                                                      | 723                                                       | 259                                                       | 163                                                       |
| 1979                                                      | 627                                                       | 184                                                       | 130                                                       |
| 1980                                                      | 586                                                       | 119                                                       | 111                                                       |
| 1981                                                      | 725                                                       | 185                                                       | 109                                                       |
| 1982                                                      | 631                                                       | 161                                                       | 121                                                       |
| 1983                                                      | 492                                                       | 169                                                       | 145                                                       |
| 1984                                                      | 495                                                       | 167                                                       | 133                                                       |
| 1985                                                      | 472                                                       | 67                                                        | 99                                                        |
| 1986                                                      | 600                                                       | 92                                                        | 93                                                        |
| 1987                                                      | 392                                                       | 100                                                       | 86                                                        |
| 1988                                                      | 554                                                       | 135                                                       | 99                                                        |
| 1989                                                      | 449                                                       | 126                                                       | 89                                                        |
| 1990                                                      | 374                                                       | 132                                                       | 72                                                        |
| 1991                                                      | 542                                                       | 129                                                       | 85                                                        |
| 1992                                                      | 374                                                       | 95                                                        | 74                                                        |
| 1993                                                      | 456                                                       | 152                                                       | 96                                                        |
| 1994                                                      | 415                                                       | 103                                                       | 98                                                        |
| 1995                                                      | 381                                                       | 75                                                        | 60                                                        |
| 1996                                                      | 414                                                       | 93                                                        | 51                                                        |
| 1997                                                      | 432                                                       | 123                                                       | 72                                                        |
| 1998                                                      | 497                                                       | 111                                                       | 81                                                        |
| 1999                                                      | 464                                                       | 86                                                        | 76                                                        |
| 2000                                                      | 541                                                       | 172                                                       | 92                                                        |
| 2001                                                      | 552                                                       | 138                                                       | 59                                                        |
| 2002                                                      | 479                                                       | 139                                                       | 92                                                        |
| 2003                                                      | 560                                                       | 138                                                       | 90                                                        |
| 2004                                                      | 511                                                       | 132                                                       | 96                                                        |
| 2005                                                      | 498                                                       | 120                                                       | 97                                                        |
| 2006                                                      | 592                                                       | 196                                                       | 129                                                       |
| 2007                                                      | 527                                                       | 164                                                       | 98                                                        |
| 2008                                                      | -                                                         | -                                                         | -                                                         |
| 2009                                                      | 719                                                       | 141                                                       | 111                                                       |
| 2010                                                      | -                                                         | -                                                         | -                                                         |
| 2011                                                      | -                                                         | -                                                         | -                                                         |
| 2012                                                      | 736                                                       | 88                                                        | 83                                                        |
| 2013                                                      | 741                                                       | 129                                                       | 120                                                       |
| 2014                                                      | 729                                                       | 185                                                       | 139                                                       |
| 2015                                                      | 779                                                       | 143                                                       | 127                                                       |
| 2016                                                      | 830                                                       | 137                                                       | 123                                                       |
| 2017                                                      | 1 025                                                     | 149                                                       | 145                                                       |
| 2018                                                      | 1 074                                                     | 261                                                       | 187                                                       |
| 2019                                                      | 1 086                                                     | 363                                                       | 276                                                       |
| 2020                                                      | 634                                                       | 264                                                       | 146                                                       |
| 2021                                                      | -                                                         | -                                                         | -                                                         |
| 2022                                                      | 1 262                                                     | 245                                                       | 166                                                       |
| 2023                                                      | 1 187                                                     | 369                                                       | 171                                                       |
| 2024                                                      | 1 227                                                     | 630                                                       | 377                                                       |

 (août 2025).
Le graphique et le tableau montrent le nombre de passagers qui en moyenne embarquent durant la semaine, le samedi et le dimanche à la gare de Linkebeek.
| Tabel: Nombre de voyageurs qui embarquent à la gare de Linkebeek | Tabel: Nombre de voyageurs qui embarquent à la gare de Linkebeek | Tabel: Nombre de voyageurs qui embarquent à la gare de Linkebeek | Tabel: Nombre de voyageurs qui embarquent à la gare de Linkebeek |
|                                                                  | Semaine                                                          | Samedi                                                           | Dimanche                                                         |
| ---------------------------------------------------------------- | ---------------------------------------------------------------- | ---------------------------------------------------------------- | ---------------------------------------------------------------- |
| 1977                                                             | 729                                                              | 183                                                              | 154                                                              |
| 1978                                                             | 723                                                              | 259                                                              | 163                                                              |
| 1979                                                             | 627                                                              | 184                                                              | 130                                                              |
| 1980                                                             | 586                                                              | 119                                                              | 111                                                              |
| 1981                                                             | 725                                                              | 185                                                              | 109                                                              |
| 1982                                                             | 631                                                              | 161                                                              | 121                                                              |
| 1983                                                             | 492                                                              | 169                                                              | 145                                                              |
| 1984                                                             | 495                                                              | 167                                                              | 133                                                              |
| 1985                                                             | 472                                                              | 67                                                               | 99                                                               |
| 1986                                                             | 600                                                              | 92                                                               | 93                                                               |
| 1987                                                             | 392                                                              | 100                                                              | 86                                                               |
| 1988                                                             | 554                                                              | 135                                                              | 99                                                               |
| 1989                                                             | 449                                                              | 126                                                              | 89                                                               |
| 1990                                                             | 374                                                              | 132                                                              | 72                                                               |
| 1991                                                             | 542                                                              | 129                                                              | 85                                                               |
| 1992                                                             | 374                                                              | 95                                                               | 74                                                               |
| 1993                                                             | 456                                                              | 152                                                              | 96                                                               |
| 1994                                                             | 415                                                              | 103                                                              | 98                                                               |
| 1995                                                             | 381                                                              | 75                                                               | 60                                                               |
| 1996                                                             | 414                                                              | 93                                                               | 51                                                               |
| 1997                                                             | 432                                                              | 123                                                              | 72                                                               |
| 1998                                                             | 497                                                              | 111                                                              | 81                                                               |
| 1999                                                             | 464                                                              | 86                                                               | 76                                                               |
| 2000                                                             | 541                                                              | 172                                                              | 92                                                               |
| 2001                                                             | 552                                                              | 138                                                              | 59                                                               |
| 2002                                                             | 479                                                              | 139                                                              | 92                                                               |
| 2003                                                             | 560                                                              | 138                                                              | 90                                                               |
| 2004                                                             | 511                                                              | 132                                                              | 96                                                               |
| 2005                                                             | 498                                                              | 120                                                              | 97                                                               |
| 2006                                                             | 592                                                              | 196                                                              | 129                                                              |
| 2007                                                             | 527                                                              | 164                                                              | 98                                                               |
| 2008                                                             | -                                                                | -                                                                | -                                                                |
| 2009                                                             | 719                                                              | 141                                                              | 111                                                              |
| 2010                                                             | -                                                                | -                                                                | -                                                                |
| 2011                                                             | -                                                                | -                                                                | -                                                                |
| 2012                                                             | 736                                                              | 88                                                               | 83                                                               |
| 2013                                                             | 741                                                              | 129                                                              | 120                                                              |
| 2014                                                             | 729                                                              | 185                                                              | 139                                                              |
| 2015                                                             | 779                                                              | 143                                                              | 127                                                              |
| 2016                                                             | 830                                                              | 137                                                              | 123                                                              |
| 2017                                                             | 1 025                                                            | 149                                                              | 145                                                              |
| 2018                                                             | 1 074                                                            | 261                                                              | 187                                                              |
| 2019                                                             | 1 086                                                            | 363                                                              | 276                                                              |
| 2020                                                             | 634                                                              | 264                                                              | 146                                                              |